# Região Geográfica Imediata de Fortaleza
A Região Geográfica Imediata de Fortaleza é uma das dezoito regiões imediatas do estado brasileiro do Ceará, uma das cinco regiões imediatas que compõem a Região Geográfica Intermediária de Fortaleza e uma das 509 regiões imediatas no Brasil, criadas pelo IBGE em 2017.
É composta por vinte municípios, tendo uma população estimada pelo IBGE para 27 de agosto de 2021, de 4 179 211 habitantes e uma área total de 8 246,623 km².
A cidade de Fortaleza é a mais populosa da região, com 2 703 391habitantes e a cidade de Beberibe é a maior em área, com 1 616,389 km².
Seus municípios pertencem a Região Metropolitana de Fortaleza (exceto Beberibe e Palmácia).

## Municípios
- Aquiraz
- Beberibe
- Cascavel
- Caucaia
- Chorozinho
- Eusébio
- Fortaleza
- Guaiúba
- Horizonte
- Itaitinga
- Maracanaú
- Maranguape
- Pacajus
- Pacatuba
- Palmácia
- Paracuru
- Paraipaba
- Pindoretama
- São Gonçalo do Amarante
- São Luís do Curu